# Пало Верде (Текила)
Пало Верде (шп. Palo Verde) насеље је у Мексику у савезној држави Халиско у општини Текила. Насеље се налази на надморској висини од 820 м.

## Становништво
Према подацима из 2005. године у насељу је живело 5 становника.

### Хронологија
| Година       | 2000      | 2005 |
| ------------ | --------- | ---- |
| Становништво | 9 (4 / 5) | 5    |

### Попис
| # | Индикатор                        | Вредност |
| - | -------------------------------- | -------- |
| 1 | Укупно појединачних домаћинстава | 1        |